# HD 70642
| 太陽 | HD 70642  |
| ---- | --------- |
| 太陽 | Exoplanet |

HD 70642は、とも座の方角にある黄色の主系列星である。この恒星の質量と半径は太陽とほぼ同じで、太陽よりも若干冷たく暗い。また、水素に対する相対的な鉄の量は、太陽よりも多い。

## 惑星系
2003年に、アングロ・オーストラリアン惑星探査計画によって、公転周期の長い惑星が発見された。この惑星は親星から3.23AUのほぼ円の軌道（e=0.034）を描いて公転している。恒星は太陽と似ているため、ハビタブルゾーンも太陽とほぼ同じ約1AUの範囲だと考えられている。適度な距離をほぼ円軌道で公転する木星型惑星の存在によって、HD 70642星系は、ハビタブルゾーンに地球程度の質量の惑星が安定して存在できる可能性が最も高い星系の一つとなっている（グッド・ジュピター）。この系は、2007年現在知られている中で、太陽系と最も近い構造である。
| 名称 （恒星に近い順） | 質量             | 軌道長半径 （天文単位） | 公転周期 (日) | 軌道離心率    | 軌道傾斜角 | 半径 |
| --------------------- | ---------------- | ----------------------- | ------------- | ------------- | ---------- | ---- |
| b                     | ≥ 1.97 ± 0.18 MJ | 3.23 ± 0.19             | 2,068 ± 39    | 0.034 ± 0.043 | —          | —    |